# Centrale Bank van Curaçao en Sint Maarten
Centrale Bank van Curaçao en Sint Maarten (afgekort: CBCS) is de centrale bank van Curaçao en Sint Maarten.
Na de staatkundige hervormingen binnen het Koninkrijk der Nederlanden per 10 oktober 2010 werd de Bank Nederlandse Antillen (BNA) hernoemd.
Met de nieuwe staatkundige structuur zijn Curaçao en Sint Maarten aparte landen binnen het Koninkrijk en zijn Bonaire, St Eustatius en Saba buitengewone provincies van Nederland. Het uiteenvallen van de Nederlandse Antillen had ook gevolgen voor de centrale bank. De Landen Curaçao en Sint Maarten vormen nu samen een monetaire unie met een gezamenlijke centrale bank terwijl de BES-eilanden vanaf 10 oktober 2010 onder het toezicht van De Nederlandsche Bank in Amsterdam vallen.
De Bank kreeg een nieuw bankstatuut en ook een nieuwe naam 'Centrale Bank van Curaçao en Sint Maarten'.
De doelstellingen van de Bank zijn in dit statuut als volgt opgesteld:
- het bevorderen van de stabiliteit van de waarde van de geldeenheid van de Landen;

- het bevorderen van de gezondheid van het financiële systeem van de Landen; en

- het bevorderen van een veilig en efficiënt betalingsverkeer in de Landen.

De Bank is verantwoordelijk voor de Antilliaanse gulden en de toekomstige invoering van de Caribische gulden.

## Geschiedenis
Economisch gezien hadden Curaçao en Onderhorigheden, zoals de eilanden Curaçao, Aruba en Bonaire werden genoemd, in het begin van de negentiende eeuw geen betekenis. De eilanden waren op een paar producten na, waaronder zout en hout, compleet afhankelijk van de import.
Omdat Curaçao als open haven ook zaken deed met schepen uit Europa, circuleerden op de eilanden verscheidene vreemde munten. Het bankieren gebeurde in de zogenaamde handelshuizen waar handelaren gouden en zilveren munten inwisselden tegen goederen. Vanwege een grotere import dan export had Curaçao echter regelmatig te kampen met een tekort aan geld. Om dit tekort enigszins te dekken, werden verschillende munten in vier stukken gekapt. Deze munten kregen de naam Guillotine. De verbasterde naam Yotin wordt heden ten dage nog gebruikt voor het aangeven van een hoeveelheid van 50 cent.
Handelaren maakten handig gebruik van deze muntschaarste om te speculeren. Zij gaven eigenhandig waardepapieren uit in de vorm van pandbrieven die zij tegen hoge rente in omloop brachten. Het gebruik van de verschillende muntsoorten en pandbrieven door elkaar gaf een chaotische financiële huishouding in de kolonie. Dit was koning Willem I een doorn in het oog.

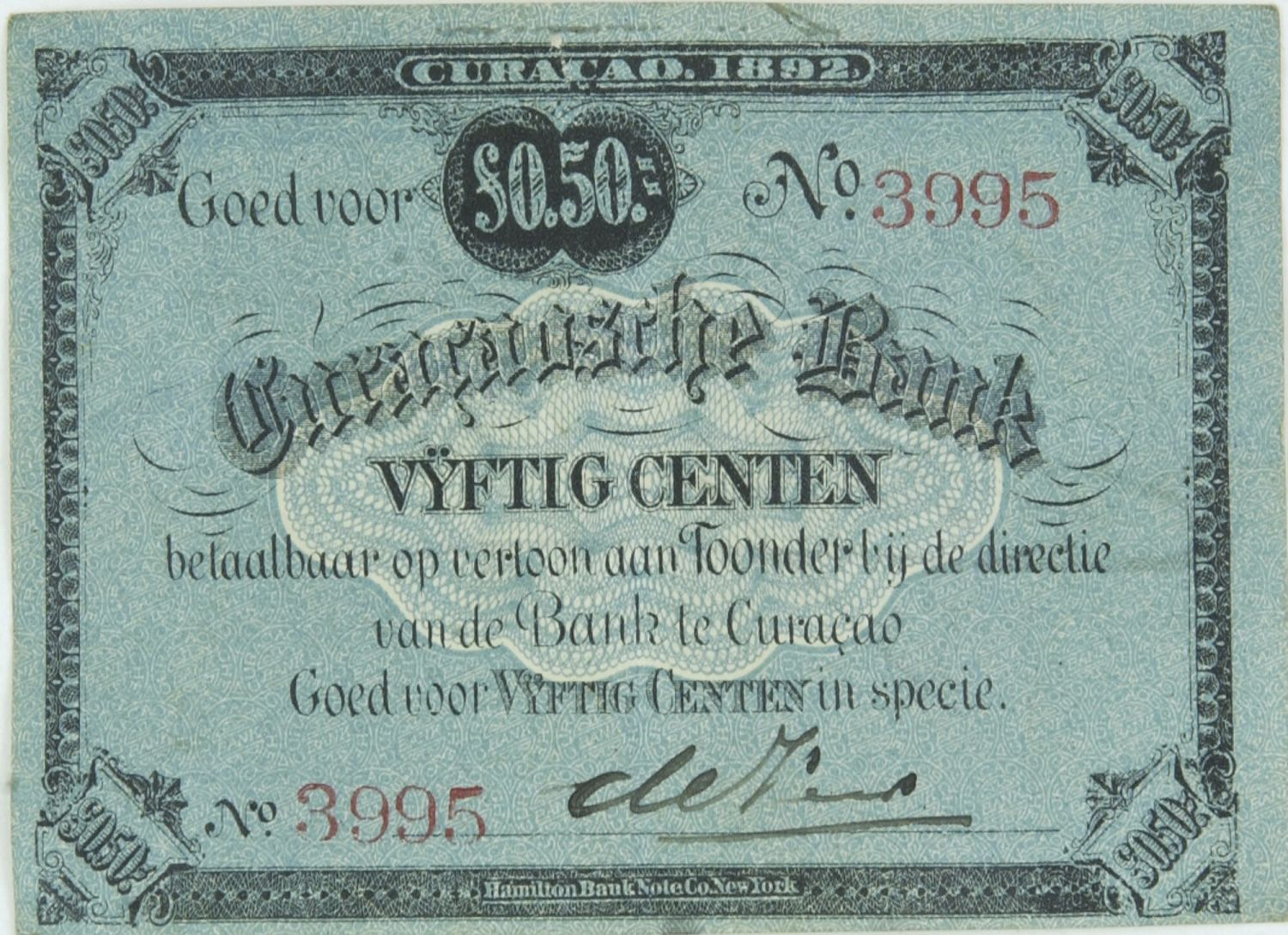
Bankbiljet van vijftig cent van de Curaçaosche Bank (1892)

In 1826 opperde de koning het idee voor de oprichting van een bank, die orde op zaken moest stellen binnen de kolonie Curaçao. Twee jaar later, op 6 februari 1828, werd een dergelijke bank, Curaçaosche bank genaamd, door Johannes van den Bosch opgericht. De Bank werd gevestigd in het Garnizoensfort van de West Indische Compagnie, het huidige Fort Amsterdam waar ook de regeringszetel was ondergebracht. De Bank vormde een onderdeel van het Departement van Financiën. Het was dus een overheidsbank en had officieel geen naam.
De doelstelling van de Bank bestond uit het promoveren van de handel binnen de kolonie Curaçao door het verstrekken van kredieten aan handelaren. Daarnaast fungeerde de Bank als kassier van de overheid. Het verrichtte namens deze betalingen aan particulieren.
In de volksmond stond de Bank bekend als de "Bank van Leening."

## Taken
De Centrale Bank van Curaçao en Sint Maarten is de instelling die belast is met het toezicht op het financieel systeem en kan indien nodig invloed uitoefenen. Zij neemt actief deel in het financiële gebeuren door onder andere de geldhoeveelheid te reguleren. Zij kan zogezegd geld in de economie pompen, maar het er ook weer uithalen indien de motor dreigt over te lopen.
Zij neemt passief deel door het scheppen van de nodige infrastructuur waarbinnen het financiële gebeuren zich dient af te spelen. Dit alles noemt men het monetair toezicht. Onder het monetair toezicht valt ook het beheer van de deviezenvoorraad.
De CBCS oefent toezicht uit op financiële instellingen, welk toezicht kan worden onderverdeeld in:
- Prudentieel toezicht, waarbij het accent ligt op de ‘financiële’ gezondheid gericht op solvabele en liquide instellingen en een stabiel financieel stelsel; én
- Gedragstoezicht dat gericht is op ordelijke en transparante financiële marktprocessen, zuivere verhoudingen tussen marktpartijen en zorgvuldige behandeling van cliënten c.q. consumenten.

Het toezicht uitgeoefend door de CBCS is gericht op het waarborgen van de integriteit en de soliditeit van de financiële sector in de landen Curaçao en Sint Maarten en beschermt als zodanig het belang van de schuldeisers van de verschillende financiële instellingen. De CBCS houdt toezicht op:
- het bank- en kredietwezen;

- ondernemingspensioenfondsen;

- het verzekeringswezen;

- de effectenbeurzen;

- beleggingsinstellingen en administrateurs;

- de verleners van beheersdiensten;

- de assurantiebemiddelaars;

- de geldtransactiekantoren.

Een derde en even zo belangrijke functie is die van bankier van de overheid. In deze hoedanigheid ontvangt en verricht de CBCS betalingen voor de overheden van en aan derden.

## Monetair toezicht
Als centrale bank oefent de CBCS monetair toezicht uit op het economisch gebeuren in de Landen Curaçao en Sint Maarten. Dit houdt in dat de CBCS de waardevastheid van de gulden bevordert, om het binnen- en buitenlandse betalingsverkeer naar behoren te laten verlopen.
De Landsverordening deviezenverkeer bevat de wettelijke basis voor een goed verloop van het betalingsverkeer met het buitenland. Voor de handel met het buitenland heeft elk land in principe vreemde valuta nodig. In de Landen Curaçao en Sint Maarten bestaan deze deviezen hoofdzakelijk uit Amerikaanse dollars.
Omdat de meeste handel met het buitenland in dollars plaatsvindt, is in 1971 besloten de gulden te koppelen aan de dollar. Voor elke dollar moet 1,79 gulden betaald worden. Op grond daarvan worden de wisselkoersen ten opzichte van andere vreemde valuta berekend. Om de koppeling aan de US dollar te kunnen handhaven moet de CBCS ervoor zorgen dat er altijd voldoende deviezen beschikbaar zijn.
Om de deviezenvoorraad op peil te houden dient de CBCS de geldschepping in toom te houden. Dit doet zij onder andere door de kredietverlening door de commerciële banken aan bedrijven en particulieren te beheersen. Door het verstrekken van te veel kredieten zijn zakenlieden namelijk in staat meer goederen uit het buitenland te importeren. Een grotere import dan export betekent dat er meer buitenlandse valuta het land uitstroomt dan binnenkomt hetgeen nadelige gevolgen heeft voor de betalingsbalans en de deviezenvoorraad en dus ook voor het vertrouwen dat potentiële investeerders hebben in de economie van de Landen Curaçao en Sint Maarten. Het is begrijpelijk dat de CBCS de ontwikkelingen van de deviezen als zeer belangrijk beschouwt en op de voet volgt.
Veel landen hebben een hoeveelheid goud in voorraad. Goud is op de wereldmarkt makkelijk te ruilen voor vreemde valuta. Het goud van de Landen Curaçao en Sint Maarten ligt niet in de kluis van de CBCS, doch is uit veiligheidsoverwegingen opgeslagen in het buitenland.
De deviezenvoorraad en de goudvoorraad worden rentedragend in het buitenland uitgezet. Samen vormen zij de zogenaamde internationale monetaire reserves: een waarborg voor de stabiliteit van de gulden.

## Bedrijfseconomisch toezicht
De Centrale Bank van Curaçao en Sint Maarten oefent bedrijfseconomisch toezicht uit op de financiële sector in de Landen Curaçao en Sint Maarten.  
Toezicht is noodzakelijk ter bescherming van de belangen van de cliënten die de financiële instellingen vaak grote sommen geld toevertrouwen.
Periodiek sturen deze instellingen de CBCS overzichten van al hun financiële handelingen. Daarnaast worden zij met regelmaat bezocht door de medewerkers van de CBCS. Op deze manier wordt gecontroleerd of de onder toezicht staande instellingen voldoen aan de wet- en regelgeving en de liquiditeit en solvabiliteitsnormen.
Door deze controle is de CBCS in staat in een vroeg stadium eventuele problemen te constateren. In dat geval kan direct naar een oplossing van het probleem worden gezocht, zodat de klanten, en ook de economie niet gedupeerd worden.
Naast het uitoefenen van controle, verleent de CBCS ook diensten aan de commerciële banken. Alle banken hebben een rekening bij de CBCS en doen via die rekening zaken met de CBCS en met elkaar. De CBCS wordt hierdoor ook de Bank der banken genoemd.

## Bankier van de overheid
Een andere taak van de Centrale Bank van Curaçao en Sint Maarten is die van hoofdbankier van de overheden van Curaçao en Sint Maarten. Deze overheden hebben verschillende rekeningen bij CBCS waaronder de rekening "Tijdelijk Kasvoorschot Gouvernement" en de rekening "Landsontvanger."
Via deze rekeningen lopen de betalingen van en aan bedrijven en particulieren en vinden tevens de aflossingen van de obligatieleningen ten behoeve van de overheden plaats.
Op verzoek van de Ministers van Financiën kan de CBCS de regeringen voorschotten verstrekken om te voorzien in tijdelijke kasbehoeften. De regeringen kunnen echter niet onbeperkt een beroep doen op de CBCS. Het statuut van de CBCS stelt namelijk een plafond aan het verstrekken van voorschotten ter financiering van begrotingstekorten. Financiering via de CBCS leidt namelijk tot geldschepping en oefent druk uit op de deviezenvoorraad.
Een andere financieringsmogelijkheid is de uitgifte van waardepapieren, namelijk obligaties en schatkistpapieren. Deze vorm van overheidsfinanciering vindt overal ter wereld plaats. Bij de uitgifte van waardepapieren treedt de CBCS op als intermediair en verzorgt zij namens de regering de uitgifte van deze papieren.
Als adviseur van de overheid stelt de CBCS jaarlijks de monetaire beleidsnota samen. In deze nota maakt de CBCS haar beleid voor het komende jaar aan de overheid bekend. De nota bevat ook aanbevelingen voor het door de overheid te voeren beleid.

## De organisatie
De Bankdirectie bestaat uit een President die wordt bijgestaan door de Directeur-Secretaris, de Financieel Economisch Directeur. Alle drie worden voorgedragen door de Raad van Commissarissen en benoemd door de Gouverneur. De Directeur-Secretaris heeft tot taak het beheren van de eigendommen van de Bank, het bankbiljettenbedrijf, de administratie en het secretariaat. De Financieel Economisch directeur is belast met het voorbereiden en het uitvoeren van het monetaire beleid van de CBCS.
De Bankdirectie is verantwoording schuldig aan de Raad van Commissarissen. Deze raad bestaat uit zeven personen. Drie leden worden voorgedragen voor Sint Maarten en drie leden worden voorgedragen door Curaçao. Samen dragen de ministers van Financiën van Sint Maarten en Curaçao ook nog een president-commissaris voor als zevende lid na verkregen instemming van een vijfzesde meerderheid van de commissarissen. De Raad oefent toezicht uit op de handelingen van de CBCS-directie, op het beheer van de eigendommen als ook op de aan haar toevertrouwde middelen en adviseert de directie van de CBCS. Minstens eenmaal per twee maanden vergadert de Raad met de Bankdirectie.
De Centrale Bank van Curaçao en Sint Maarten heeft naar het publiek toe de verplichting maandelijks haar verkorte balans te publiceren. Deze balans biedt informatie over de hoeveelheid geld die de banken en de overheid aan de CBCS verschuldigd zijn. Ook het bedrag aan bankbiljetten in omloop en de goud- en deviezenvoorraad zijn op deze balans terug te vinden.
De CBCS publiceert daarnaast elke drie maanden het kwartaalbericht en elk jaar haar jaarverslag. In deze publicaties geeft de President van de CBCS in het zogenaamde "Verslag van de President" een oordeel over de ontwikkelingen van het betreffende jaar en worden beleidssuggesties gedaan voor de komende periode.